# Jamie Lee Curtis
Jamie Lee Curtis (Santa Mónica, California, 22 de noviembre de 1958) es una actriz, productora cinematográfica, autora infantil y activista estadounidense. Conocida por sus actuaciones en los géneros de terror y slasher, se la considera una reina del grito, además de sus papeles en comedias. Curtis ha recibido múltiples elogios, incluido un Premio Óscar, un Emmy, un BAFTA, tres Globos de Oro y dos Premios del Sindicato de Actores, así como nominaciones para un Grammy y para un Independent Spirit. 
Curtis saltó a la fama con su interpretación de la teniente Barbara Duran en la comedia de situación de ABC Operation Petticoat (1977-1978), aunque realizó un cameo como camarera en el capítulo 40, sexta temporada (The Bye Bye Sky-High I.Q. Murder Case) de la serie Colombo, emitida el 22 de mayo de 1977.
El 25 de octubre de 1978, hizo su debut cinematográfico interpretando a Laurie Strode en la película slasher Halloween de John Carpenter, que la estableció como una reina del grito y la llevó a una serie de papeles en películas de terror como The Fog, Prom Night, Terror Train (todas de 1980) y Roadgames (1981). Repitió el papel de Laurie en las secuelas Halloween II (1981), Halloween H20: 20 Years Later (1998), Halloween: Resurrection (2002), Halloween (2018), Halloween Kills (2021) y Halloween Ends (2022).
El trabajo cinematográfico de Curtis abarca muchos géneros, incluidas las comedias de culto Trading Places (1983), por la que ganó un BAFTA a la mejor actriz de reparto, y A Fish Called Wanda (1988), por la que recibió una nominación al BAFTA a la mejor actriz. Su papel en la película Perfect de 1985 le valió una reputación como símbolo sexual. Ganó un Globo de Oro por su papel de Helen Tasker en el thriller de acción True Lies (1994) de James Cameron. Otros créditos cinematográficos notables de Curtis incluyen Blue Steel (1990), My Girl (1991), Forever Young (1992), Mother's Boys (1993), Virus (1999), Drowning Mona (2000), The Tailor of Panama (2001), Freaky Friday (2003), Christmas with the Kranks (2004), You Again (2010), Knives Out (2019). Su actuación en Everything Everywhere All at Once (2022) le valió el Premio Óscar a la mejor actriz de reparto. Recibió una estrella en el Paseo de la Fama de Hollywood en 1998. En 2024, le fue otorgado el reconocimiento de Leyendas Disney. A partir de 2021, sus películas han recaudado más de 2300 millones de dólares en taquilla.
Curtis recibió un Globo de Oro y un premio People's Choice por su papel de Hannah Miller en Anything But Love (1989-1992) de ABC, y obtuvo una nominación al Primetime Emmy por Nicholas' Gift (1998). También interpretó a Cathy Munsch en la serie de Fox Scream Queens (2015-2016), por la que recibió su séptima nominación al Globo de Oro. En 2024 recibió el Emmy a la mejor actriz invitada - Serie de comedia gracias a su papel en la serie de comedia The Bear (2023-2024).
Curtis ha escrito numerosos libros para niños, incluidos Today I Feel Silly y Other Moods That Make My Day (1998), que llegó a la lista de los más vendidos del The New York Times. También es bloguera frecuente de The Huffington Post.
Curtis es hija de los actores Janet Leigh y Tony Curtis. Está casada con Christopher Guest, con quien tiene dos hijas adoptivas. Su matrimonio con Guest, que ostenta el título británico de quinto Barón Haden-Guest, la convierte en una baronesa que tiene derecho a usar el nombre «La Muy Honorable Lady Haden-Guest», aunque opta por no usarlo.

## Biografía

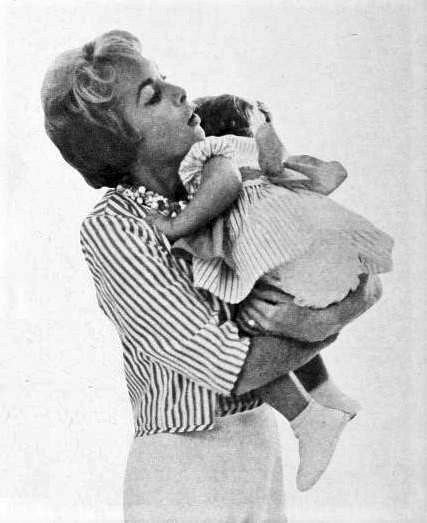
Curtis con su madre Janet Leigh en 1960.

Jamie Lee Curtis nació el 22 de noviembre de 1958 en Santa Mónica, California, es hija de los actores Tony Curtis y Janet Leigh. Su padre era judío, hijo de inmigrantes judíos húngaros, de Mátészalka. Dos de sus bisabuelos maternos eran daneses, mientras que el resto de la ascendencia de su madre era alemana y escocesa-irlandesa. Curtis tiene una hermana mayor, Kelly Curtis, que también es actriz, y cuatro medio hermanos (todos de los nuevos matrimonios de su padre): Alexandra, la actriz Allegra Curtis, Benjamin y Nicholas Curtis (quien murió en 1994 de una sobredosis de drogas). Los padres de Curtis se divorciaron en 1962. Después del divorcio, ella dijo que su padre «no estaba cerca» y que «no estaba interesado en ser padre». Fue criada por su madre y su padrastro, el corredor de bolsa Robert Brandt.
Curtis asistió a las escuelas de élite Westlake School (ahora Harvard-Westlake School) y Beverly Hills High School en Los Ángeles, y se graduó de Choate Rosemary Hall en Connecticut en 1976. Al regresar a California en 1976, asistió a la alma mater de su madre, la Universidad del Pacífico en Stockton, California, y estudió derecho. Abandonó los estudios después de un semestre para seguir una carrera como actriz.

## Trayectoria cinematográfica y televisiva

### Cine
El debut cinematográfico de Curtis se produjo en la película de terror de 1978 Halloween, en la que interpretó el papel de Laurie Strode. La película fue un gran éxito y fue considerada la película independiente más taquillera de su tiempo, ganando elogios como una película de terror clásica. La productora, Debra Hill, eligió específicamente a Curtis porque su madre, Leigh, era conocida como un icono del terror. Posteriormente, Curtis participó en varias películas de terror, lo que le valió el título de «reina del grito». También volvería a la franquicia de Halloween siete veces, interpretando a Strode nuevamente en las secuelas Halloween II (1981), Halloween H20: 20 años después (1998), Halloween: Resurrection (2002), Halloween (2018), Halloween Kills (2021) y Halloween Ends (2022), y tiene un papel de voz no acreditado en Halloween III: Season of the Witch (1982).

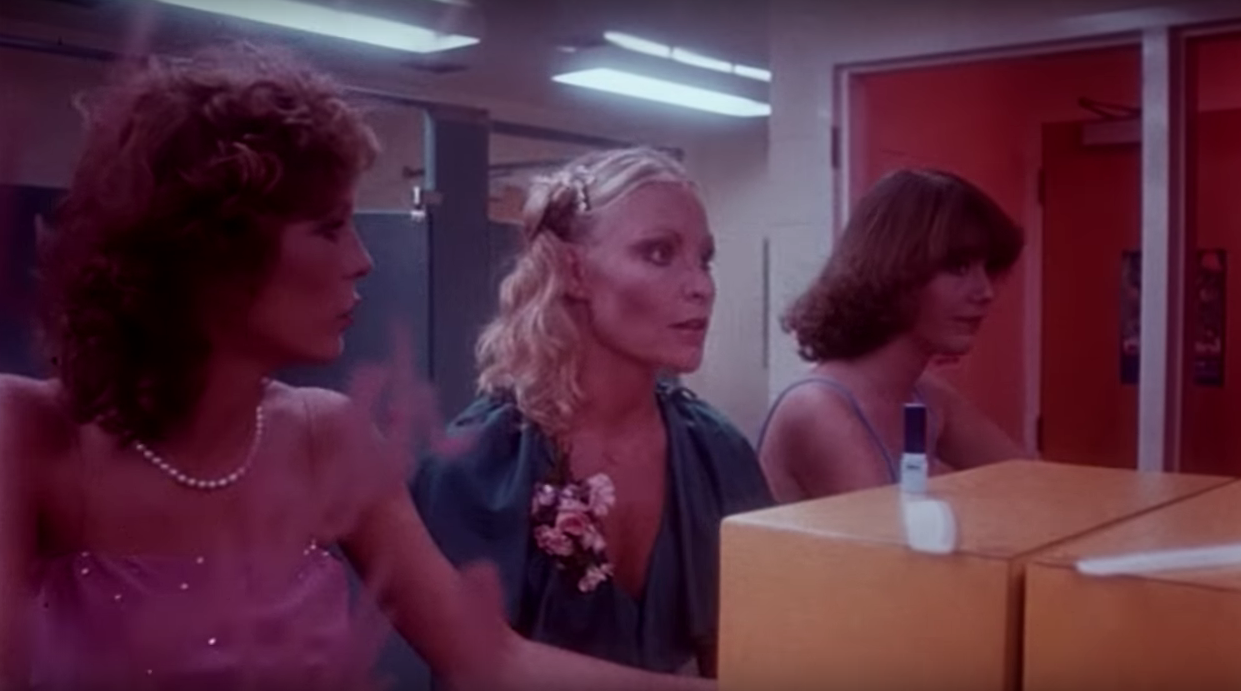
Curtis junto a Pita Oliver y Joy Thompson en el filme de terror Prom Night (1980)

Su siguiente película después de Halloween fue The Fog, dirigida por el director de Halloween John Carpenter. La película de terror se estrenó en febrero de 1980 con críticas mixtas pero con una gran taquilla, iniciando a Curtis como una estrella de cine de terror. Su siguiente película, Prom Night, fue una película slasher canadiense de bajo presupuesto estrenada en julio de 1980. La película, por la que obtuvo una nominación al Premio Genie a la Mejor actuación de una actriz extranjera, tenía un estilo similar a Halloween, pero recibió críticas negativas, lo que lo marcó como una entrada desechable en el entonces popular género slasher. Ese año, Curtis también protagonizó Terror Train, que se estrenó en octubre y recibió críticas negativas similares a Prom Night. Ambas películas se desempeñaron moderadamente bien en la taquilla. Los papeles de Curtis en las dos últimas películas cumplieron una función similar a la de Strode, el personaje principal cuyos amigos son asesinados y es prácticamente el único protagonista que sobrevive. El crítico de cine Roger Ebert, que dio críticas negativas a las tres películas de Curtis de 1980, dijo que Curtis «es para la saturación actual de películas de terror lo que Christopher Lee fue para la última, o lo que fue Boris Karloff en la década de 1930»." En 1981, apareció junto a Stacey Keach en la película de suspenso australiana Roadgames, dirigida por el amigo de Carpenter, Richard Franklin; su importación, que fue solicitada por el distribuidor estadounidense de la película, AVCO Embassy Pictures, fue impugnada por la sucursal de Sídney de Actors Equity. Aunque la película fue una bomba de taquilla en Australia y Franklin más tarde se arrepintió de no haber aumentado el tamaño del papel de Curtis, logró seguidores de culto y fue defendida por Quentin Tarantino. En 1997, fue incluida en el Salón de la Fama de Fangoria.

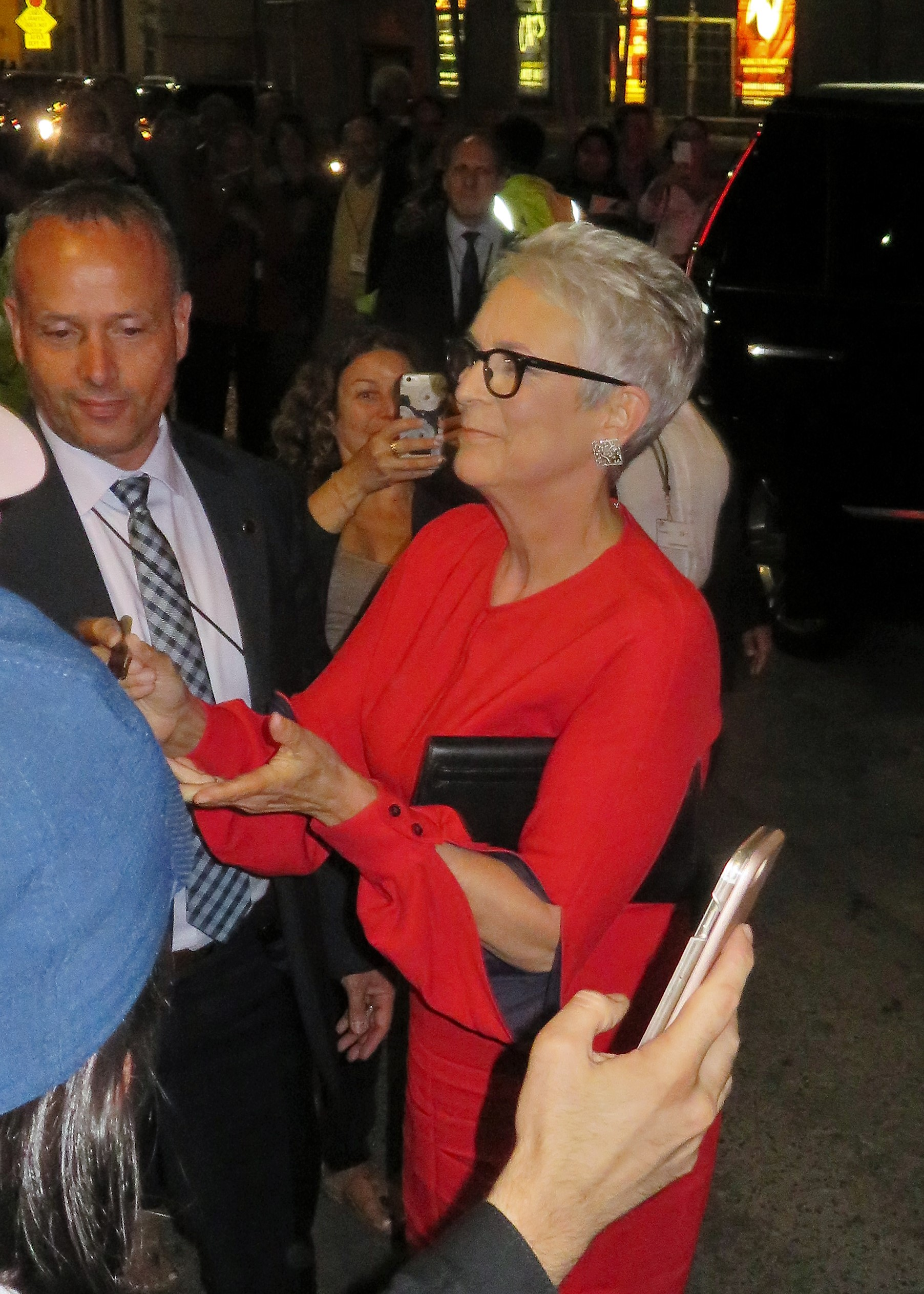
Curtis en el Festival Internacional de Cine de Toronto de 2019.

Su papel en Trading Places de 1983 ayudó a Curtis a deshacerse de su imagen de reina del terror y le valió un premio BAFTA a la mejor actriz de reparto. Luego protagonizó la película de comedia de 1988 A Fish Called Wanda, que alcanzó el estatus de culto mientras la mostraba como una actriz cómica. Por su actuación, fue nominada al premio BAFTA a la mejor actriz en un papel principal. Curtis recibió críticas positivas por su actuación en el thriller de acción Blue Steel (1990), que fue dirigida por Kathryn Bigelow. También recibió un Globo de Oro por su trabajo en la comedia de acción de 1994 True Lies, dirigida por James Cameron.
Sus otros papeles cinematográficos también incluyen las películas sobre la mayoría de edad My Girl (1991) y My Girl 2 (1994), y la comedia de Disney Freaky Friday (2003), junto a Lindsay Lohan. Este último fue filmado en Palisades High School en Pacific Palisades, California, cerca de donde Curtis y Guest vivían con sus hijos. Fue nominada a un Globo de Oro a la mejor actriz de comedia o musical por su actuación en la película. Protagonizó la película de comedia navideña Christmas with the Kranks (2004), que ganó seguidores de culto.
En octubre de 2006, Curtis le dijo a Access Hollywood que había cerrado el libro sobre su carrera como actriz para concentrarse en su familia. Regresó a la actuación después de ser elegida en junio de 2007 para la película animada de acción real de Disney Beverly Hills Chihuahua, coprotagonizada junto a Piper Perabo como uno de los tres personajes de acción real de la película. También protagonizó la película de comedia de 2010 You Again, junto a Kristen Bell y Sigourney Weaver. Curtis tuvo papeles de voz en las películas animadas The Little Engine That Could (2011) y From Up on Poppy Hill (2011). A esto le siguieron papeles secundarios en la película de misterio neo-noir Veronica Mars (2014) y la película dramática biográfica Spare Parts (2015).
Curtis volvió a los papeles principales con su represalia de Laurie Strode en la secuela de terror Halloween (2018). La película debutó con $76,2 millones, marcando el segundo mejor fin de semana de estreno de octubre y el fin de semana de estreno más alto de la franquicia de Halloween; y se convirtió en la mayor recaudación nacional de la franquicia solo con su primer fin de semana. Su actuación de apertura fue la mejor para una película protagonizada por una actriz principal de más de 55 años. La actuación de Curtis obtuvo elogios de la crítica. También en 2018, tuvo un papel en la película dramática An Acceptable Loss. Luego interpretó a Linda Drysdale-Thrombrey en la película de misterio de Rian Johnson Knives Out, que obtuvo elogios de la crítica y más de $300 millones en la taquilla mundial.
En septiembre de 2021, fue honrada con el León de Oro en el Festival Internacional de Cine de Venecia por los logros de su vida. Curtis repitió nuevamente su papel de Laurie Strode en las secuelas de terror Halloween Kills, que se estrenó en octubre de 2021, y en Halloween Ends, que se estrenó en octubre de 2022. También apareció como Deirdre Beaubeirdra en la película de acción de ciencia ficción Everything Everywhere All at Once (2022), que le valió nominaciones a los Premios Óscar, BAFTA, Globos de Oro, Independent Spirit y el Premio del Sindicato de Actores como mejor actriz de reparto; fue notablemente su primera nominación al Óscar. Finalmente ganó el Premio Óscar y el Premio SAG, marcando la primera vez que gana ambos, además de ser parte de la victoria del elenco por mejor reparto en los Premios del Sindicato de Actores.
En 2023, apareció como Madame Leota en Haunted Mansion de Disney, que se estrenó en julio de 2023. En 2024, interpretó a la doctora Patricia Tannis en la película de comedia de acción, Borderlands, adaptación del videojuego Borderlands. Además, comenzó el rodaje de la película secuela Freaky Friday 2, retomando su papel de Tess Coleman / Anna Coleman junto a Lindsay Lohan, película a estrenarse en 2025.

### Televisión

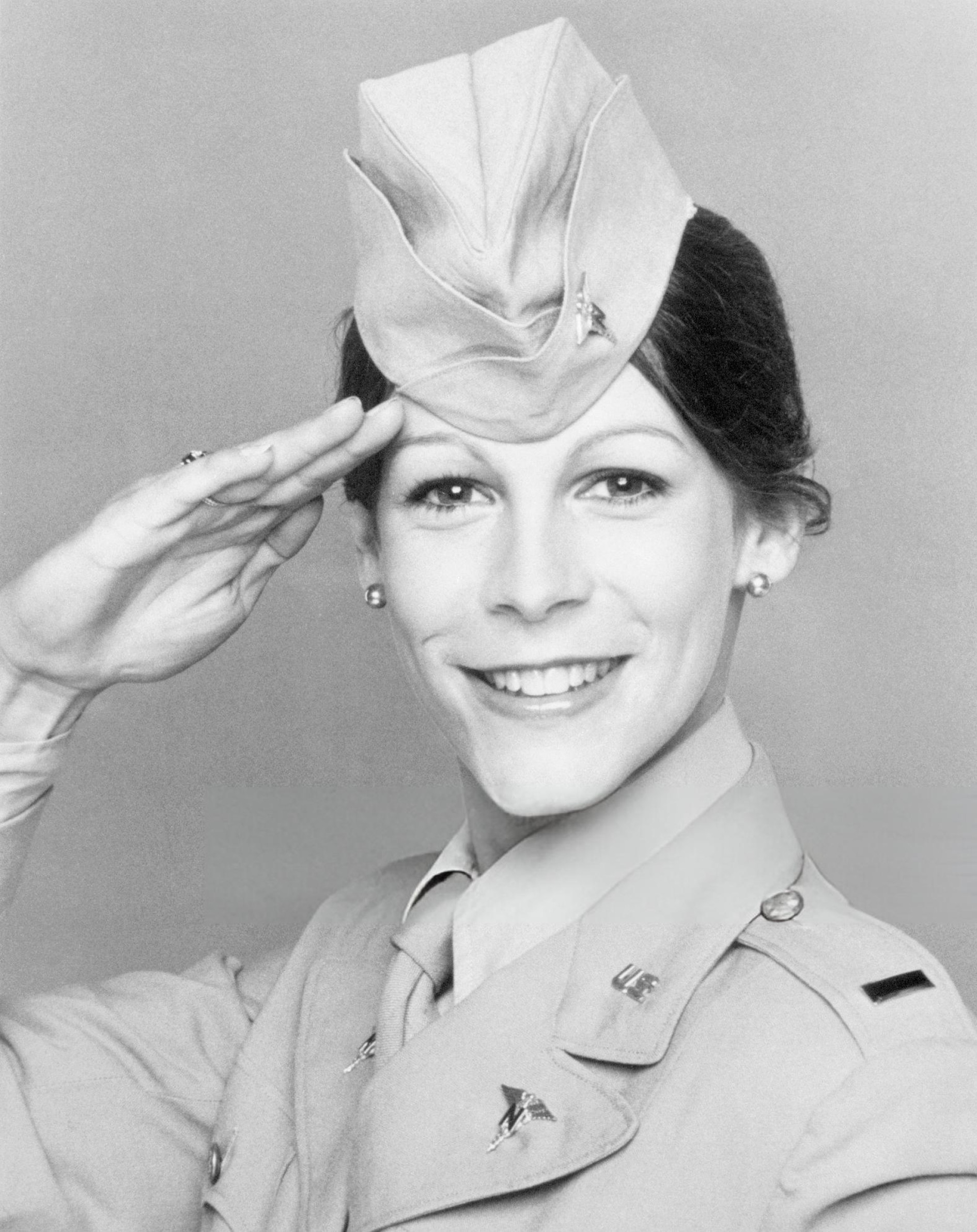
Curtis en "Operation Petticoat" (1977, foto de BBC)

Curtis hizo su debut televisivo en un episodio de 1977 de la serie dramática Quincy, M.E.. Luego fue estrella invitada en varias series, incluidas Columbo, Charlie's Angels y Buck Rogers in the 25th Century. Apareció como la teniente enfermera Barbara Duran en la serie de comedia de corta duración Operation Petticoat (1977-1978), basada en la película de 1959 protagonizada por su padre, Tony Curtis. Curtis también fue panelista de un programa de juegos en varios episodios de Match Game.
Curtis protagonizó la película para televisión de 1981 Death of a Centerfold: The Dorothy Stratten Story, interpretando a la Playmate condenada del mismo nombre. Obtuvo una nominación al Globo de Oro por su trabajo en la adaptación de TNT de la obra de Wendy Wasserstein The Heidi Chronicles. Su primer papel protagónico en televisión fue junto a Richard Lewis en la serie de comedia de situación Anything But Love, que duró cuatro temporadas desde 1989 hasta 1992. Por su interpretación de Hannah Miller, recibió un premio People's Choice Awards y el Globo de Oro a la mejor actriz de serie de televisión - Comedia o musical. Curtis también apareció en un episodio de 1996 de la comedia de situación The Drew Carey Show. En 1998, protagonizó la película para televisión de CBS Nicholas' Gift, por la que recibió una nominación al premio Primetime Emmy.

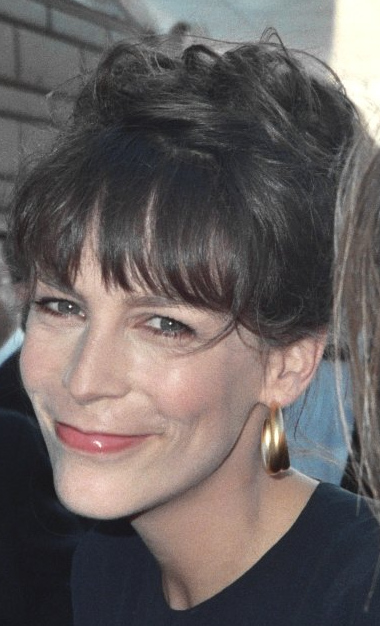
Curtis en los Premios Primetime Emmy en 1989.

En 2012, apareció en cinco episodios de la serie dramática policial NCIS, interpretando el papel de la Dra. Samantha Ryan, un posible interés romántico del agente especial Gibbs (Mark Harmon). Durante una entrevista, afirmó que si pudieran desarrollar una historia, estaría interesada en volver a la serie, pero esto nunca ocurrió. La serie reunió a Curtis con Harmon, después de que interpretara al prometido y luego esposo de su personaje en la nueva versión de 2003 de Freaky Friday.
De 2012 a 2018, Curtis tuvo un papel recurrente como Joan Day, la madre del personaje de Zooey Deschanel, en la comedia New Girl. De 2015 a 2016, Curtis tuvo un papel principal como Cathy Munsch en la serie de comedia satírica de terror de Fox Scream Queens, que se emitió durante dos temporadas. Por su actuación, fue nominada al Globo de Oro a la mejor actriz de serie de televisión - Comedia o musical.

## Otros emprendimientos

### Libros infantiles
Trabajando con la ilustradora Laura Cornell Curtis ha escrito numerosos libros infantiles, entre los que cabría destacar:

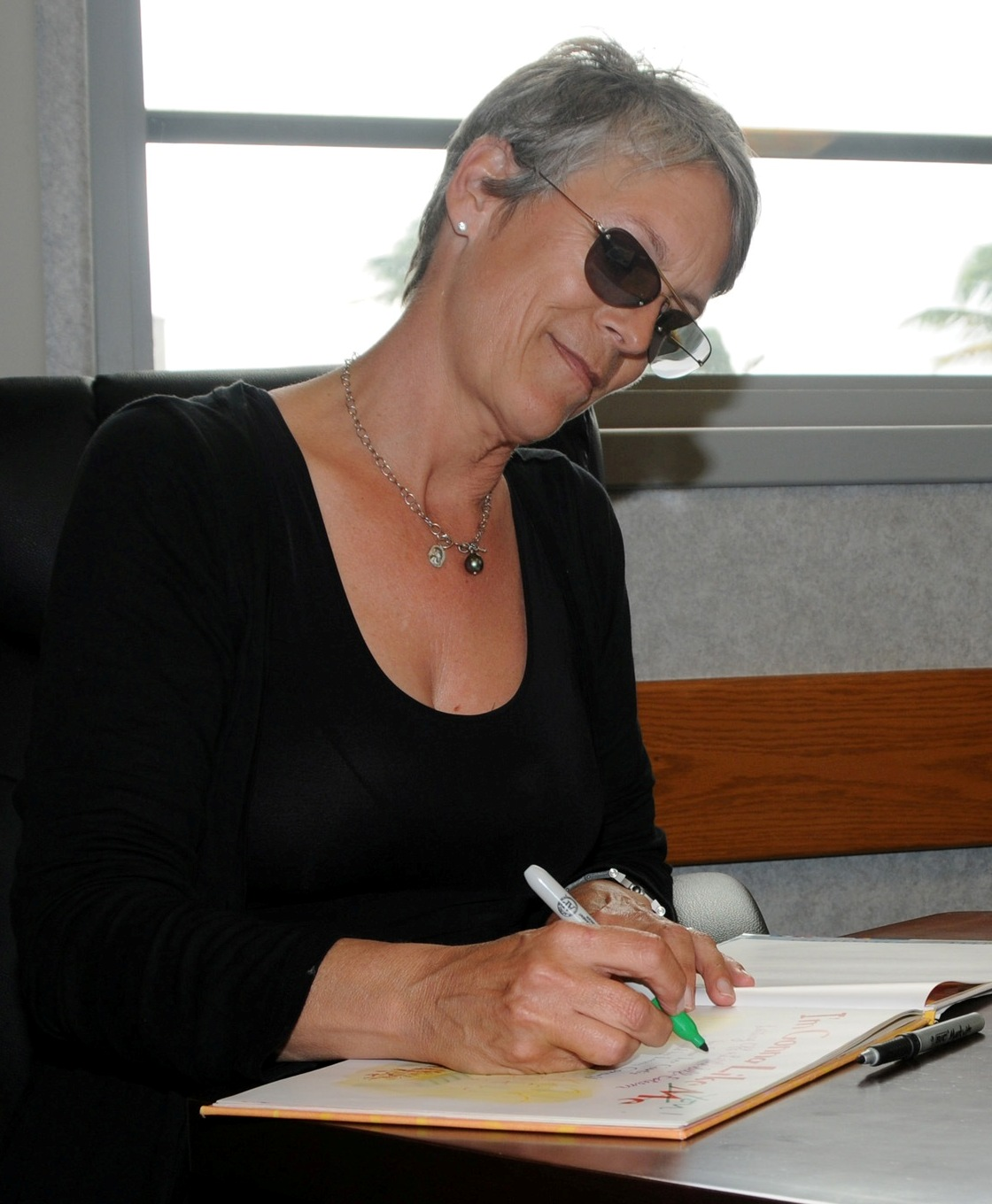
Curtis autografiando una copia de su libro para niños en 2010.

- When I was Little:  A Four-Year Old's Memoir Of Her Youth, publicado en septiembre de 1993.
- Tell Me Again About The Night I was Born, publicado en agosto de 1996.
- Today I Feel Silly, and Other Moods That Make My Day, publicado en septiembre de 1998, que estuvo en la lista de los más vendidos del New York Times.
- Where Do Balloons Go?: An Uplifting Mystery, publicado en agosto de 2000.
- I'm Gonna Like Me: Letting Off a Little Self-Esteem, publicado en septiembre de 2002.
- It's Hard to Be Five: Learning How to Work My Control Panel, publicado en septiembre de 2004.
- Is There Really A Human Race?, publicado en septiembre de 2006.
- Big Words for Little People, ISBN 978-0-06-112759-5, publicado en 2008.
- My Friend Jay, publicado en 2009, Edición de uno, presentado a Jay Leno
- My Mommy Hung the Moon: A Love Story, publicado en 2010.
- My Brave Year of Firsts, publicado en 2016.
- This Is Me: A Story of Who We Are and Where We Came From, publicado en 2016.
- Me, Myselfie & I: A Cautionary Tale, publicado en 2018.[51]

### Novela gráfica
En febrero de 2022, se anunció que Curtis coescribió una novela gráfica titulada Mother Nature, basada en una próxima película de eco-horror producida por Comet Pictures y Blumhouse Productions, la cual será escrita y dirigida por la propia Curtis. La novela gráfica fue publicada en julio de 2023 por Titan Comics, con guion de Curtis y el cineasta Russell Goldman, e ilustraciones de Karl Stevens.

### Invención
En 1987, Curtis presentó una solicitud de patente estadounidense que posteriormente se emitió como Patente n.º 4,753,647. Esta es una modificación de un pañal con un bolsillo a prueba de humedad que contiene toallitas que se pueden sacar y usar con una mano. Curtis se negó a permitir que se comercializara su invento hasta que las empresas comenzaran a vender pañales biodegradables. El plazo legal completo de esta patente expiró el 20 de febrero de 2007 y ahora es de dominio público. Presentó una segunda solicitud de patente de Estados Unidos relacionada con pañales desechables en 2016, que se emitió como patente de Estados Unidos 9,827,151 el 28 de noviembre de 2017 y vencerá el 7 de septiembre de 2036.

### Blogueo
Curtis es bloguero del periódico en línea The Huffington Post. En su sitio web, Curtis les dice a sus jóvenes lectores que «tiene un pluriempleo como actriz, fotógrafa y organizadora de armarios».

### Podcasts
Curtis lanzó la serie de podcasts Letters from Camp en Audible en 2020 y Good Friend with Jamie Lee Curtis para iHeartRadio en 2021.

## Filantropía
A partir de 1990, Curtis y su padre, Tony, renovaron su interés por la herencia judía húngara de su familia y ayudaron a financiar la reconstrucción de la «Gran Sinagoga» en Budapest, Hungría. La sinagoga más grande de Europa en la actualidad, fue construida originalmente en 1859 y sufrió daños durante la Segunda Guerra Mundial.
Curtis también ayudó a restaurar la sinagoga en Mátészalka donde adoraban sus abuelos. Asistió a la inauguración del Museo y Café Memorial Tony Curtis, que también se encuentra en Mátészalka.
Curtis fue el invitado de honor en la undécima gala anual y recaudación de fondos en 2003 para Women in Recovery, una organización sin fines de lucro con sede en Venice, California, que ofrece un programa de rehabilitación de doce pasos para mujeres necesitadas. Los homenajeados anteriores de esta organización incluyen a Sir Anthony Hopkins y Dame Angela Lansbury. Curtis también participa en el trabajo de la Fundación Niños Afectados por el sida, sirviendo como anfitrión anual del evento Dream Halloween de la organización en Los Ángeles, que se lanza todos los años en octubre.
Curtis desempeña un papel de liderazgo en el Children's Hospital Los Ángeles y apoyó la apertura en 2011 de un nuevo centro para pacientes hospitalizados para la organización.

## Vida personal
Curtis se casó con Christopher Guest el 18 de diciembre de 1984. Vio una foto de él en la película This Is Spinal Tap en Rolling Stone y le dijo a su amiga Debra Hill: «Oh, me voy a casar con ese tipo»; ella se casó con él cinco meses después. Tienen dos hijas adoptivas: Annie, nacida en 1986, y Ruby, nacida en 1996; Ruby es transgénero. En entrevistas ha manifestado el miedo de que ella pueda sufrir alguna agresión: «Tengo una hija trans. Hay amenazas contra su vida sólo por existir como ser humano. Hay gente que quiere aniquilarla a ella y a gente como ella». Lee Curtis se ha manifestado en múltiples ocasiones a favor de la comunidad trans. Curtis es la madrina del actor Jake Gyllenhaal. Antes de casarse con Guest, Curtis salió con el cantante de rock británico Adam Ant.
Su suegro era un par hereditario británico, Peter Haden-Guest, cuarto barón Haden-Guest; cuando murió el 8 de abril de 1996, su esposo lo sucedió, convirtiéndose en el quinto barón Haden-Guest y convirtiéndola en la Honorable Lady Haden-Guest. Curtis no usa este título, diciendo, «no tiene nada que ver conmigo».
Es amiga cercana de la actriz Sigourney Weaver. En una entrevista de 2015, dijo que nunca había visto la película Alien de Weaver en su totalidad porque estaba demasiado asustada.
Curtis es una alcohólica en recuperación y una vez fue adicta a los analgésicos que comenzó a usar después de un procedimiento quirúrgico cosmético. Recuperó la sobriedad de los opiáceos en 1999 después de leer y relacionarse con el relato de adicción de Tom Chiarella; y sostiene que la recuperación es el mayor logro de su vida.
Después de la muerte de su padre, Tony, se enteró de que toda su familia había sido excluida de su testamento, incluidos sus hermanos.
Es fanática de World of Warcraft y One Piece, y ha asistido a la Comic-Con, EVO y BlizzCon de incógnito.
Curtis recibió el premio Lifetime Achievement Award durante el 78.ª edición del Festival Internacional de Cine de Venecia, a lo que ella reaccionó diciendo que «[se sentía] tan viva, como si fuera una persona de 14 años que recién comienza su vida. Así es como me despierto cada día con ese tipo de alegría y propósito» y agregó que ella «recién comienza [su] trabajo».

### Puntos de vista políticos

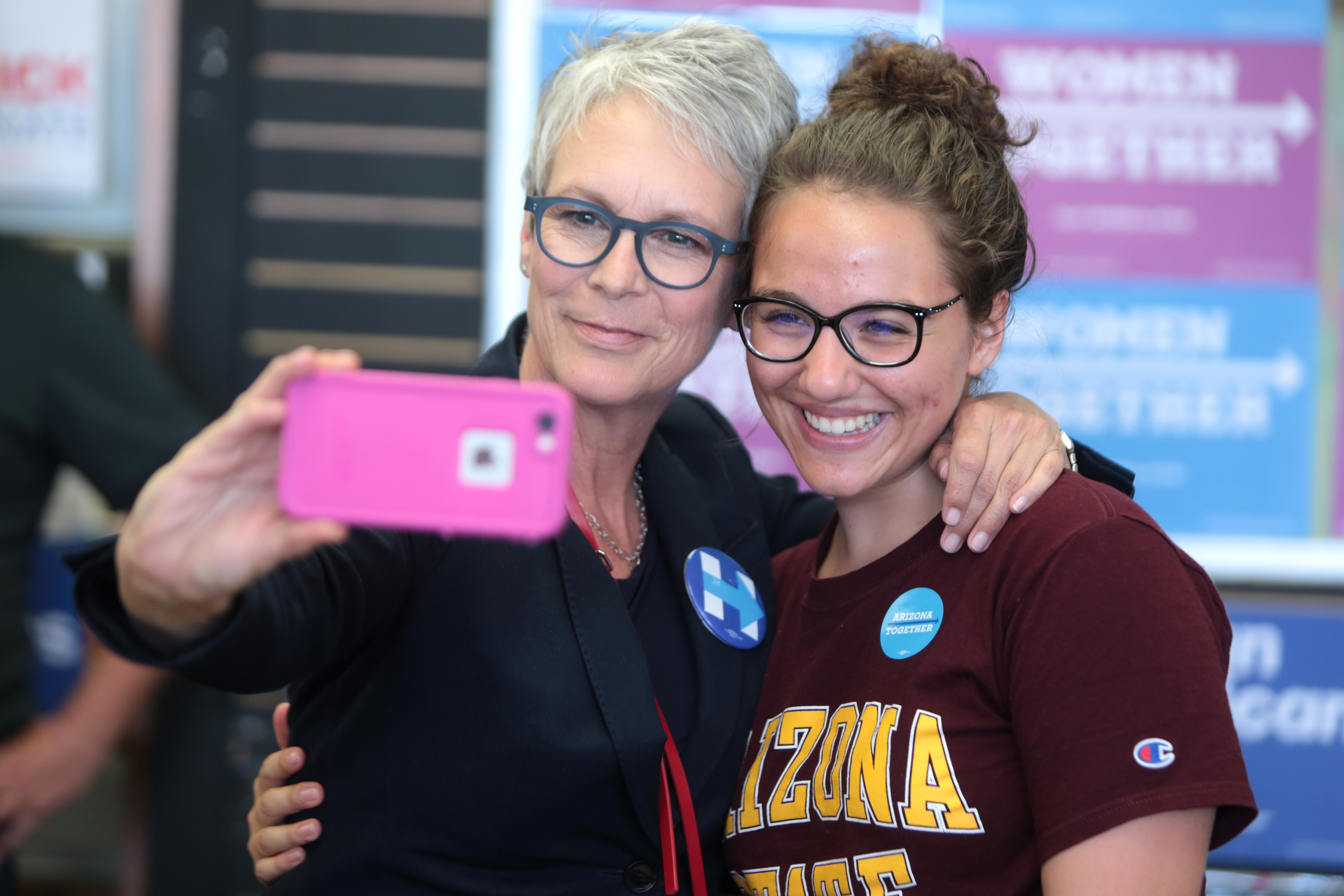
Curtis hablando en un evento en apoyo de la candidata presidencial demócrata Hillary Clinton en septiembre de 2016.

Durante las elecciones generales de California de 2008, Curtis apareció en los anuncios de televisión «Sí a la Proposición 3».
En marzo de 2012, Curtis apareció con Martin Sheen y Brad Pitt en una representación de la obra de teatro 8 de Dustin Lance Black, una recreación escénica del juicio federal que anuló la prohibición de la Propuesta 8 de California sobre el matrimonio entre personas del mismo sexo, como Sandy Stier. La producción se llevó a cabo en el Teatro Wilshire Ebell y se transmitió en YouTube para recaudar fondos para la Fundación Estadounidense para la Igualdad de Derechos. En junio de 2016, la Campaña de Derechos Humanos publicó un video en homenaje a las víctimas del tiroteo en el club nocturno de Orlando; en el video, Curtis y otros contaron las historias de las personas asesinadas allí.
Curtis respaldó a Hillary Clinton en las elecciones presidenciales de 2016; desde entonces ha criticado abiertamente al presidente Donald Trump.

## Filmografía

### Cine
| Año  | Título                                                       | Rol                              |
| ---- | ------------------------------------------------------------ | -------------------------------- |
| 1978 | Halloween                                                    | Laurie Strode                    |
| 1980 | The Fog                                                      | Elizabeth Solley                 |
| 1980 | Prom Night                                                   | Kim Hammond                      |
| 1980 | Terror Train                                                 | Alana Maxwell                    |
| 1981 | Escape from New York                                         | Narradora/computadora (voz)      |
| 1981 | Roadgames                                                    | Pamela «Hitch» Rushworth         |
| 1981 | Halloween II                                                 | Laurie Strode                    |
| 1982 | Halloween III: Season of the Witch                           | Operadora de teléfono (voz)      |
| 1983 | Trading Places                                               | Ophelia                          |
| 1984 | Love Letters                                                 | Anna Winter                      |
| 1984 | Grandview, U.S.A.                                            | Michelle «Mike» Cody             |
| 1984 | The Adventures of Buckaroo Banzai Across the 8th Dimension   | Sandra Banzai                    |
| 1985 | Perfect                                                      | Jessie Wilson                    |
| 1987 | A Man in Love                                                | Susan Elliot                     |
| 1987 | Amazing Grace and Chuck                                      | Lynn Taylor                      |
| 1988 | Dominick and Eugene                                          | Jennifer Reston                  |
| 1988 | A Fish Called Wanda                                          | Wanda Gershwitz                  |
| 1990 | Blue Steel                                                   | Megan Turner                     |
| 1991 | Queens Logic                                                 | Grace                            |
| 1991 | My Girl                                                      | Shelly DeVoto                    |
| 1992 | Forever Young                                                | Claire Cooper                    |
| 1993 | Mother's Boys                                                | Judith «Jude» Madigan            |
| 1994 | My Girl 2                                                    | Shelly DeVoto Sultenfuss         |
| 1994 | True Lies                                                    | Helen Tasker                     |
| 1996 | House Arrest                                                 | Janet Beindorf                   |
| 1997 | Fierce Creatures                                             | Willa Weston                     |
| 1998 | Homegrown                                                    | Sierra Kahan                     |
| 1998 | Halloween H20: 20 Years Later                                | Laurie Strode/Keri Tate          |
| 1999 | Virus                                                        | Kelly Foster                     |
| 2000 | Drowning Mona                                                | Rona Mace                        |
| 2001 | The Tailor of Panama                                         | Louisa Pendel                    |
| 2001 | Daddy and Them                                               | Elaine Bowen                     |
| 2001 | Rudolph the Red-Nosed Reindeer and the Island of Misfit Toys | Reina Camilla (voz)              |
| 2002 | Halloween: Resurrection                                      | Laurie Strode                    |
| 2003 | Freaky Friday                                                | Tess Coleman / Anna Coleman      |
| 2004 | Christmas with the Kranks                                    | Nora Krank                       |
| 2005 | The Kid & I                                                  | Ella misma                       |
| 2008 | Beverly Hills Chihuahua                                      | Vivian Ashe                      |
| 2010 | You Again                                                    | Gail Byer Olsen                  |
| 2011 | The Little Engine That Could                                 | Beverly «Bev» (voz)              |
| 2012 | From Up on Poppy Hill                                        | Ryoko Matsuzaki (voz de doblaje) |
| 2014 | Veronica Mars                                                | Gayle Buckley                    |
| 2015 | Spare Parts                                                  | Directora Karen Lowry            |
| 2018 | Halloween                                                    | Laurie Strode                    |
| 2018 | An Acceptable Loss                                           | Rachel Burke                     |
| 2019 | Knives Out                                                   | Linda Drysdale-Thrombey          |
| 2021 | Halloween Kills                                              | Laurie Strode                    |
| 2022 | Everything Everywhere All at Once                            | Deirdre Beaubeirdra              |
| 2022 | Halloween Ends                                               | Laurie Strode                    |
| 2023 | Haunted Mansion                                              | Madame Leota                     |
| 2024 | Borderlands                                                  | Dr. Patricia Tannis              |
| 2024 | The Last Showgirl                                            | Annette                          |
| 2025 | Freakier Friday                                              | Tess Coleman / Lily Davies       |
| 2025 | Ella McCay                                                   | Helen McCay                      |

### Televisión
| Año       | Título                                            | Rol                               | Notas                                                                 |
| --------- | ------------------------------------------------- | --------------------------------- | --------------------------------------------------------------------- |
| 1977      | Quincy, M.E.                                      | Chica en el vestidor              | Episodio: «Visitors in Paradise»                                      |
| 1977      | The Hardy Boys/Nancy Drew Mysteries               | Mary                              | Episodio: «Mystery of the Fallen Angels»                              |
| 1977      | Columbo                                           | Camarera                          | Episodio: «The Bye-Bye Sky High I.Q. Murder Case»                     |
| 1977-1978 | Operation Petticoat                               | Barbara Duran                     | Elenco principal                                                      |
| 1978      | Charlie's Angels                                  | Linda Frey                        | Episodio: «Winning Is for Losers»                                     |
| 1978      | The Love Boat                                     | Linda                             | Episodio: «Till Death Do Us Part, Maybe/Chubs/Locked Away»            |
| 1979      | Buck Rogers in the 25th Century                   | Jen Burton                        | Episodio: «Unchained Woman»                                           |
| 1980      | Saturday Night Live                               | Host                              | Episodio: «Jamie Lee Curtis/James Brown & Ellen Shipley»              |
| 1981      | She's in the Army Now                             | Pvt. Rita Jennings                | Película de televisión                                                |
| 1981      | Death of a Centerfold: The Dorothy Stratten Story | Dorothy Stratten                  | Película de televisión                                                |
| 1982      | Callahan                                          | Rachel Bartlett                   | Película de televisión                                                |
| 1982      | Money on the Side                                 | Michelle Jamison                  | Película de televisión                                                |
| 1984      | Saturday Night Live                               | Ella misma/anfitriona             | 2 episodios: «Thompson Twins» & «Jamie Lee Curtis/The Fixx»           |
| 1985      | Tall Tales & Legends                              | Annie Oakley                      | Episodio: «Annie Oakley»                                              |
| 1986      | As Summers Die                                    | Whitsey Loftin                    | Película de televisión                                                |
| 1989-1992 | Anything but Love                                 | Hannah Miller                     | Elenco principal; episodio también dirigido: «The Call of the Mild»   |
| 1995      | The Heidi Chronicles                              | Heidi Holland                     | Película de televisión                                                |
| 1996      | The Drew Carey Show                               | Sioux                             | Episodio: «Playing a Unified Field»                                   |
| 1998      | Nicholas' Gift                                    | Maggie Green                      | Película de televisión                                                |
| 2000      | Pigs Next Door                                    | Clara (voz)                       | Episodio: «Movin' On Up»                                              |
| 2005      | A Home for the Holidays                           | TV Program Host                   | Película de televisión                                                |
| 2012      | NCIS                                              | Dr. Samantha Ryan                 | 5 episodes                                                            |
| 2012-2018 | New Girl                                          | Joan Day                          | 6 episodios                                                           |
| 2014      | Only Human                                        | Evelyn Lang                       | Película de televisión                                                |
| 2015-2016 | Scream Queens                                     | Cathy Munsch                      | Elenco principal; episodio también dirigido: «Rapunzel, Rapunzel»     |
| 2019      | Guest Grumps                                      | Ella misma                        | Serie web; episodio: «Playing Super Mario Party w/ JAMIE LEE CURTIS!» |
| 2020      | Archer                                            | Agente Peregrine Bruchstein (voz) | 2 episodios                                                           |
| 2022      | Reno 911!                                         | Teniente Donna Fitzgibbons        | Episodio: «Bad Lieutenant Woman»                                      |
| 2023-2025 | The Bear                                          | Donna Berzatto                    | 5 episodios                                                           |
| 2025      | Star Trek: Section 31                             | Control                           | Película de televisión                                                |